# Казимирский, Яков Дмитриевич
Яков Дмитриевич Казимирский (1800, Псковская губерния — март 1860, Сибирь) — генерал-майор начальник Сибирского жандармского округа. Участник событий русско-турецкой войны 1828—1829 годов и военных действий в Польше в 1830—1831 годах.
С 1834 года служил в корпусе жандармов. Обязанный по долгу службы в Петровском заводе надзирать за поведением ссыльных декабристов и соблюдением ими всех установленных строгих ограничений, Казимирский, тем не менее, стремился облегчить участь каторжан, установил и поддерживал с ними дружеские отношения и после определения их на поселение в Сибири.

## Биография
Я. Д. Казимирский родился в дворянской семье из Псковской губернии. В служебных документах о нём записано, что «родового и благоприобретённого имения за ним не состоит».
Образование получил во 2-м кадетском корпусе в Санкт-Петербурге.

### Военная карьера
После окончания учёбы в 1819 году поступил на военную службу во 2-й пионерный батальон.
В 1821 году был произведён в подпоручики. С 1822 года — поручик и штабс-капитан. Позднее, в звании капитана был переведён в гренадёрский сапёрный батальон.
В 1829 г. за совершённую сапёрами ошибку под Браиловым в ходе боевых действий во время русско-турецкой войны три месяца провёл под арестом в крепости.
Позднее, за проявленную храбрость в военных действиях в Польше в 1830—1831 годах награждён орденом Святого Владимира 4-й степени и золотым оружием.
В 1832 г. «труды и усердие» Я. Д. Казимирского при строительстве укреплений под Вильной отмечены высочайшим благоволением.
Весной 1833 года уволился с военной службы «по домашним обстоятельствам».

### На жандармской службе в Сибири
Отсутствие достаточных средств для содержания семьи побудило Я. Д. Казимирского перейти на службу в корпус жандармов. В 1834 г. он был назначен штаб-офицером в недавно учреждённый Сибирский жандармский округ.
В 1838 году на место умершего коменданта Нерчинских рудников С, Р, Лепарского был назначен полковник Г. М. Ребиндер, а на должность плац-майора Петровского завода, где находились в заключении декабристы, был определён Я. Д. Казимирский, уже зарекомендовавший себя службой в корпусе жандармов. Должность плац-майора открывала перед ним новые перспективы — инструкция Нерчинского комендантского управления предписывала «при назначении плац-майора дать ему следующий чин. После каждых трёх лет служения…производить в чины до генерал-майора».
После окончанием сроков заключения декабристы были отправлены из Петровского завода на поселение в разные регионы Сибири, а подполковник Я. Д. Казимирский в июле 1839 г. был переведён в Омск в распоряжение начальника VIII жандармского округа генерал-майора Н. Я. Фалькенберга для участия в надзоре за местными органами власти и н общественными настроениями.
Распространение золотых промыслов в Сибири сопровождалось волнениями приисковых рабочих из-за тяжелейших условий сезонной работы. Казимирский, наблюдавший за складывающейся обстановкой, докладывал Н. Я. Фалькенбергу, что волнения «происходят от недостатка значительного посредника между рабочими и хозяином, к которому обе стороны имели бы доверие».
Именным указом от 9 мая 1841 г. Николай I одобрил предложения шефа жандармов А. Х. Бенкендорфа о дополнительном введении в штат жандармского округа должности полковника для «особого жандармского штаб-офицера для наблюдения за порядком на частных золотых приисках в Сибири». Штаб-офицером золотых приисков Восточной Сибири был назначен Я. Д. Казимирский. В соответствии с секретной инструкцией, утверждённой в ноябре 1842 года, ему было предписано «в течение зимнего времени… находиться в городах Красноярске или Иркутске, где по усмотрению его будет это необходимо, с начала же работ и до окончания оных, то есть с 1-го мая по 1-е число октября постоянно на золотых промыслах». Кроме того, на него возлагалось командование посылаемыми, в случае необходимости, на прииски воинскими командами.
В 1842 году казачья команда Я. Д. Казимирского усмирила волнения рабочих Великоникольского прииска компании золотопромышленника И. Д. Асташева и купцов Коробкова и Толкачева на притоке Бирюсы — реке Хорме, на котором трудились около 2 тысяч человек.
В 1852 году Я. Д. Казимирский был назначен начальником VIII жандармского округа со штабом в Омске.
Казимирский пользовался авторитетом и в глазах начальства, и в обществе тех, за кем он обязан был надзирать по долгу службы. Именно к нему, «ободренный снисходительным приёмом», после встречи с генералом обращался 12 августа 1857 года сосланный в Томск после заключения в крепости М. А. Бакунин с просьбой о ходатайстве перед начальником III отделения князем В. А. Долгоруковым, чтобы получить разрешение «беспрепятственно разъезжать по Сибири и право под своим собственным именем заниматься делами» и «сделаться человеком полезным».
В начале марта 1860 года после тяжёлой болезни, не оправившись от перенесённого в 1858 году апоплексического удара, жандармский генерал-майор Я. Д. Казимирский скончался.

## Взаимоотношения с декабристами
Исполнение служебных обязанностей плац-майора каторжной тюрьмы в Петровском заводе не помешало Я. Д. Казимирскому установить с декабристами доверительные и дружеские отношения. После 1839 года, когда его поднадзорные оказались разбросанными по Сибири, он продолжал встречаться и переписываться с ними. В ходе поездок по делам службы Казимирский останавливался в домах ссыльных поселенцев, перевозил им послания друзей, книги, ноты и посылки, старался оказывать возможную помощь и содействие.
Имя его часто встречается в воспоминаниях и переписке декабристов — братьев М. А. и Н. А. Бестужевых, С. Г. Волконского, В. Л. Давыдова, А. З. Муравьёва, И. И. Пущина, С. П. Трубецкого, А. И. Якубовича, И. Д. Якушкина и других.
Об отношении к нему декабристов писал в своих воспоминаниях М. А. Бестужев:

«Казимирский был человек в полном смысле открыто благородный и заслужил всеобщую приязнь, несмотря на свой голубой мундир».

Н. А. Бестужев в Петровском заводе подарил плац-майору Казимирскому свою книгу «Плавание фрегата „Проворного“ в 1824 году» (изданную в 1825 году) с надписью: «Милостивому государю Якову Дмитриевичу Казимирскому в знак уважения. Н. Бестужев», а в 1842 году писал ему уже в Красноярск: «Как бы я желал, чтоб судьба привела Вас когда-нибудь к нам за Байкал».
В феврале 1855 года Я. Д. Казимирский устроил Н. А. Бестужеву вызов в Иркутск, чтобы тот смог изготовить по собственным чертежам изобретённый им ружейный замок, образец которого был отправлен генерал-губернатором Н. Н. Муравьёвым в Петербург.
В. Л. Давыдов напоминал Казимирскому, что дружба с декабристами могла «вас скомпрометировать, помешать вашей карьере, но вы об этом нисколько не думали…»
А. З. Муравьёв в 1845 году просил у Казимирского: «Если можно пришлите мне Ваш портрет дагеротипный».
У Казимирского были планы оставить воспоминания. Он писал С. П. Трубецкому:

«Я хочу написать записки Нерчинского плац-майора в 1838—839 гг. о бывших государственных преступниках!!! Никто, кроме меня, не может и не имеет права писать о вас… Я надеюсь писать как следует, но сперва хочу знать, будут ли довольны тем мои петровские друзья?.. Вас не знают до сих пор. Вас считают совсем ошибочно, надобно вас показать, как вы есть и чем были. Вы принадлежите истории, а кроме меня некому описывать вас»

Планам не было суждено осуществиться — в 1860 году Я. Д. Казимирский умер.
В 1870 году М. А. Бестужев отправил историку М. И. Семевскому для копирования написанный в 1840-е годы братом Н, А, Бестужевым портрет Я. Д. Казимирского, приписав, что считает его «очень похожим».

## Семья
Жена — Казимирская Александра Семеновна (1809 — 13 мая 1850).
Дочь — Казимирская Александра Яковлевна (1843-?).

## Увлечения
Я. Д. Казимирский увлекался музыкой. 22 июля 1854 года В. И. Штейгейль писал И. И. Пущину: «Казимирский мне очень понравился… Он ещё и меломан — знаток. Говорит: „я не могу жить без музыки, меня хандра замучит“»

## Награды
- Орден Святого Владимира 4-й ст. (1831)
- Орден Святого Георгия 4-й ст. (1841)